# گو اورو
این یک نام کره‌ای است؛ نام خانوادگی گو است.
گو اورو (کره‌ای: 고우루; هانجا: 高優婁؛ درگذشت ۲۳۰)، نخست وزیر امپراتوری گوگوریو در دوران سلطنت امپراتوران سانسانگ و دونگچون در مدت ۲۴ سال بود.

## پیش‌زمینه
گو اورو از نوادگان بنیانگذار گوگوریو، امپراتور دونگمیونگ، و دارای اصالتی از خاندان سلطنتی گوگوریو بود. با این حال، اصل و نسب او یا خانواده‌اش دقیق مشخص نیست.

## جانشینی اول پاسو
پس از مرگ نخست وزیر اول پاسو درسال ۲۰۳ میلادی، پادشاه سانسانگ منصب نخست وزیری را به گو اورو داد. گو اورو تا زمان مرگش درسال ۲۳۰ میلادی به مدت ۲۴ سال نخست وزیر باقی ماند. و میونگنیم اوسو جانشین گو اورو شد.

## جستار‌های وابسته
- سه پادشاهی کره
- گوگوریو

| پیشین: اول پاسو | نخست وزیر گوگوریو ۲۰۳ ~ ۲۳۰ میلادی | پسین: میونگنیم اوسو |